# Stretched Rohini Satellite Series
Stretched Rohini Satellite Series, plus communément désigné par leur acronyme SROSS, sont quatre petits  satellites scientifiques indiens développés par l'ISRO (l'agence spatiale indienne) et lancés entre 1987 et 1994. Les lancements des deux premiers satellites, d'une masse de  150 kg, échouent à la suite de la défaillance de leur lanceur ASLV dont ce sont les premiers vols. Les deux satellites suivants plus légers, d'une masse d'environ 110 kilogrammes et stabilisés par rotation, sont placés avec succès sur une orbite basse. Les instruments embarqués sont utilisés pour détecter des sursauts gamma et étudier la haute atmosphère. 

## Caractéristiques techniques
Les satellites SROSS sont une version agrandie des satellites Rohini développés en profitant de la puissance supérieure du lanceur ASLV (150 kg en orbite basse) par rapport aux SLV utilisé pour lancer les Rohini. Les quatre satellites ont la forme d'un cylindre à huit facettes haut de 1,1 mètre recouvert de cellules solaires. Ils disposent d'un système propulsif utilisant de petits moteurs-fusées brûlant de l'hydrazine. Les deux premiers satellites ont une masse de 150 kg, sont stabilisés 3 axes à l'aide de roues de réaction et de magnéto-coupleurs et disposent de huit panneaux solaires déployés en orbite qui viennent compléter les cellules solaires montées sur le corps du satellite. Les deux derniers satellites (C et C1) plus légers sont stabilisés par rotation (période de rotation 10,6 secondes) autour d'un axe perpendiculaire à l'axe du cylindre. 
Les quatre satellites embarquent des charges utiles différentes composées à partir des instruments suivants, :
- Le détecteur de sursaut gamma GRB est embarqué sur tous les satellites. Il utilise un détecteur à scintillation dont le scintillateur est un cristal d'iodure de sodium de 76 mm de diamètre et 12,5 mm d'épaisseur (un deuxième scintillateur de rechange est également embarqué). L'instrument permet de détecter un rayonnement dont l'énergie est comprise entre 20 et 3000 keV[3].
- Une caméra stéréo MEOSS (Monocular Electro Optical Stereo Scanner)  développée par l'Allemagne est installée sur le deuxième exemplaire
- deux rétroréflecteurs laser CCRR (Corner Cube Retro Reflector) utilisés pour mesurer avec précision l'orbite sont installés sur le premier satellite
- Un système de recueil de données sur le lanceur LVMP (Launch Vehicle Monitoring Platform) est installé sur le premier satellite.
- L'instrument RPA (Retarding Potential Analyser) qui mesure la densité et la température des électrons et des ions de l'ionosphère aux latitudes équatoriales et basses est installé sur les deux derniers satellites.

## Résultats
SROSS-C a détecté 8 événements susceptibles d'être des sursauts gamma dont un fut confirmé par le satellite CGRO. SROSS-C1  a détecté 12 événements de ce type. SROSS-C1 faisait partie de l'Interplanetary Network (IN3), une constellation d'engins spatiaux de différents types équipés de détecteurs de sursauts gamma dont les relevés étaient centralisés pour localiser par triangulation la source des sursauts gamma

## Caractéristiques des satellites
| Désignation          | Date lancement  | Date fin de mission | Masse  | Caractéristiques                | Instruments                                                                                         | Orbite           | Identifiant Cospar | Résultat                          |
| -------------------- | --------------- | ------------------- | ------ | ------------------------------- | --------------------------------------------------------------------------------------------------- | ---------------- | ------------------ | --------------------------------- |
| SROSS-1              | 24 mars 1987    |                     | 150 kg | Stabilisé 3 axes 90 watts       | LVMP : recueil de données sur le lanceur GRB : détection sursaut gamma CCRR : rétroréflecteur laser |                  |                    | Échec du lancement                |
| SROSS-2              | 13 juillet 1988 |                     | 150 kg | Stabilisé 3 axes 90 watts       | MEOSS : caméra GRB : détection sursaut gamma                                                        |                  |                    | Échec du lancement                |
| SROSS-C (ou SROSS 3) | 20 mai 1992     | 15 juillet 1992     | 106 kg | Stabilisé par rotation 45 watts | RPA : Mesure des caractéristiques des ions et des électrons GRB : détection sursaut gamma           | 267 x 391 km 46° | 1992-028A          | Échec partiel (orbite trop basse) |
| SROSS-C2             | 4 mai 1994      | novembre 1994       | 115 kg | Stabilisé par rotation 45 watts | RPA : Mesure des caractéristiques des ions et des électrons GRB : détection sursaut gamma           | 430 x 600 km 42° | 1994-027A          |                                   |